# 労働者オリンピアード

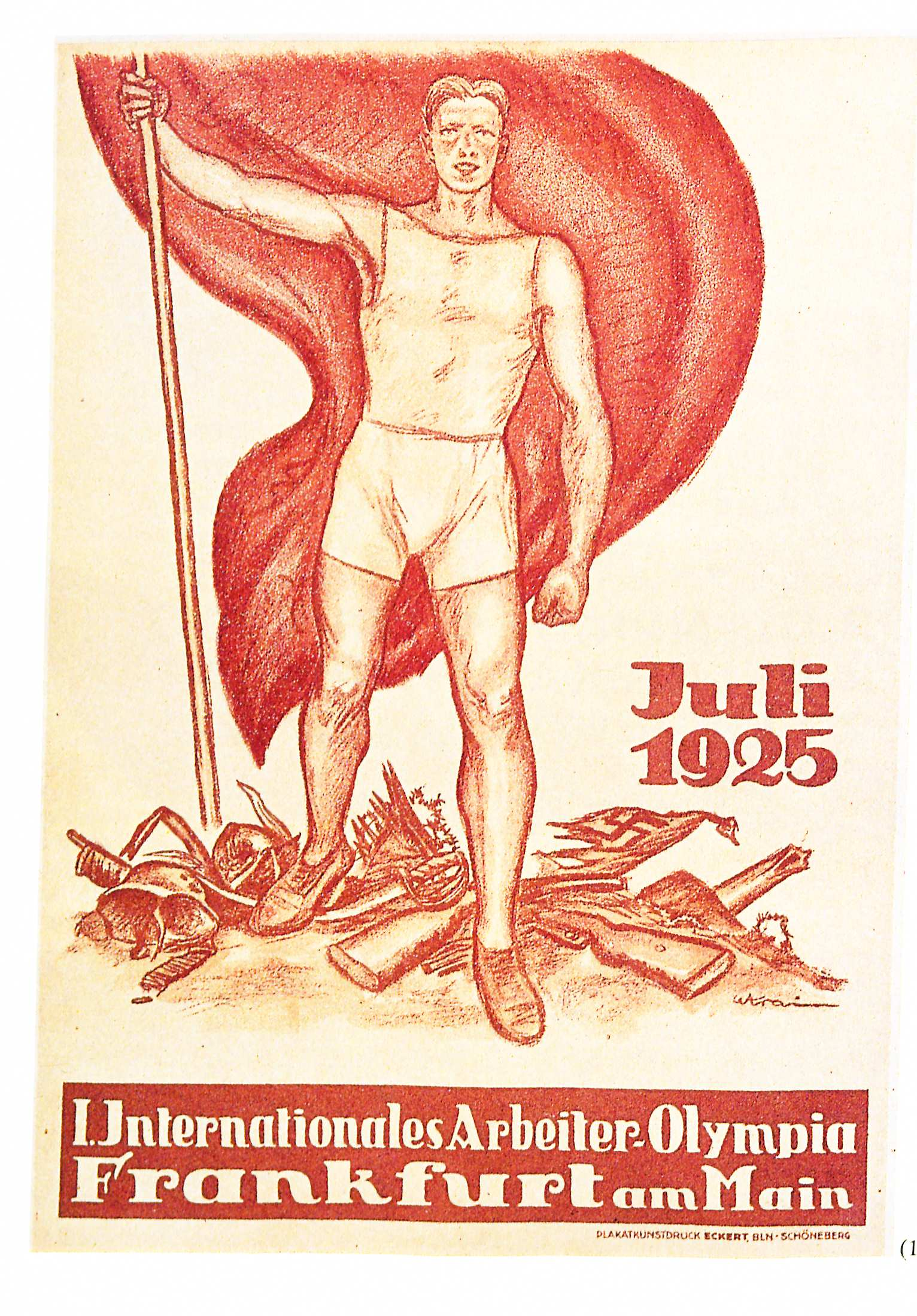
第1回（1925年）フランクフルトでの労働者オリンピアードのポスター

労働者オリンピアード（ろうどうしゃオリンピアード、ドイツ語 Arbeiterolympiade）は社会民主主義労働者スポーツ・インターナショナルが主催した国際的なスポーツの祭典である。第1回（1925年）がフランクフルトで、第2回（1931年）がウィーンで、第3回（1937年）がアントワープで開催された。1931年の第2回は参加国26か国、参加者10万人以上、観戦者24万人以上で、1932年のロサンゼルスオリンピックよりもはるかに大規模だった。左翼版オリンピックとして位置付けられ、国々の間の対抗心よりも労働者の国際的な連帯に重点が置かれたとされる。労働者オリンピック、国際労働者オリンピックとも。
1936年、ベルリン・オリンピックに対抗するものとしてバルセロナ（ベルリンにオリンピック候補地競争で競り負けていた都市）で人民オリンピックが開催される予定があった（この際、社会主義系であった労働者オリンピアードと共産主義者の組織が合流した）が、スペイン内戦の勃発により頓挫した。